# MNC Vision
Ne doit pas être confondu avec Indivision.
MNC Vision (anciennement Indovision) est un service indonésien de télévision payante basé sur des satellites de radiodiffusion directe (DBS) . MNC Vision est détenu par la société MNC Skyvision, filiale du conglomérat MNC Corporation qui détient aussi le groupe de média Media Nusantara Citra (MNC).
Actuellement, MNC Vision dispose de 5 chaînes haute définition, dont HBO HD, Fox Movies Premium HD, National Geographic Channel HD, Disney XD HD et Fox Sports 3 HD .

## Histoire
Le service a commencé ses activités en janvier 1994 sous le nom d'Indovision.
C'est d'abord un service analogique par satellite de radiodiffusion directe (DBS) à cinq canaux en bande C. Utilisant le satellite Palapa C-2 pour son transpondeur et son système de radiodiffusion, le service DBS en bande C diffuse des émissions de fournisseurs internationaux, tels que HBO Asia, Star TV, Discovery, ainsi que des émissions locales. Par la suite, en 1997, IndoStar-1, également connu sous le nom de Cakrawarta-1, a été lancé en tant que premier satellite de communications commercial au monde à utiliser les fréquences de la bande S pour la radiodiffusion (conçu par van der Heyden), qui pénètre efficacement dans l'atmosphère et fournit des transmissions de haute qualité. antennes de petit diamètre de 80 cm dans les régions fortement pluvieuses telles que l’Indonésie. Des performances similaires ne sont pas économiquement réalisables avec des systèmes à satellites DTH comparables en bande K ou en bande C car il faut plus de puissance dans ces bandes pour pénétrer dans l'atmosphère humide.
Ce satellite utilise la fréquence de la bande S, qui est moins vulnérable aux perturbations atmosphériques que la fréquence de la bande C, et convient bien au climat tropical tel que l’Indonésie. Cakrawarta-1 est géré et exploité par Media Citra Indostar (MCI), une filiale de Indosat, créée le 22 juillet 1991.
En 2008, Indovision a commercialisé séparément un bouquet de chaînes réduit nommé Top TV.
En mai 2009, Indovision a lancé un nouveau satellite nommé Indostar-2 / Cakrawarata-2 / ProtoSar-2. Il a ensuite été renommé SES-7 en mai 2010,,.
En juillet 2012, Saban Capital Group a acquis une participation minoritaire dans MNC Skyvision, le plus grand opérateur de télévision à péage en Indonésie, qui détient les sociétés Indovision et Top TV.
Le 12 décembre 2017, Indovision a été renommée MNC Vision et le service Top TV a été arrêté  .